# Février 1883
 (octobre 2024).
Si vous disposez d'ouvrages ou d'articles de référence ou si vous connaissez des sites web de qualité traitant du thème abordé ici, merci de compléter l'article en donnant les références utiles à sa vérifiabilité et en les liant à la section « Notes et références ».

## Événements
- 2 février (Inde) : présentation de la loi Ilbert (Ilbert bill) qui donne aux juges indiens des tribunaux criminels la possibilité de juger même les Européens. Soutenue par le gouverneur libéral Lord Ripon, la loi provoque la résistance de la communauté européenne (White Mutiny). Le projet de loi amendé est cependant adopté en janvier 1884.

- 8 février : ouverture de la 5e législature du Canada.

- 11 février : constitution d’un secrétariat général du gouvernement tunisien chargé de contrôler les ministres du bey.

- 17 février, France : le président du Conseil Armand Fallières donne sa démission[1], son projet de loi antimonarchiste ayant été amendé.

- 21 février, France : deuxième gouvernement Jules Ferry (fin en 1885).

- 27 février, Canada : élection en Ontario, les libéraux de Oliver Mowat gagne un quatrième majorité consécutive.

## Naissances
- 2 février : Johnston McCulley, écrivain.
- 5 février : Sax Rohmer, romancier britannique († 1er juin 1959).
- 6 février : Louis Darragon, coureur cycliste français († 28 avril 1918).
- 8 février : Joseph Schumpeter, théoricien et économiste austro-américain († 1950).
- 9 février :
  - Fritz August Breuhaus de Groot, architecte, ensemblier et designer allemand († 1960).
  - Jules Berry, acteur et réalisateur français.
- 14 février : Rafael Domínguez écrivain mexicain († 1959).
- 16 février : Marie Noël, poétesse française († 23 décembre 1967).
- 23 février : Victor Fleming, réalisateur américain († 1949).
- 24 février : Amleto Cicognani, cardinal italien, secrétaire d'État († 17 décembre 1973).
- 26 février : Pierre Mac Orlan, écrivain français († 27 juin 1970).
- 28 février : Fernand Rinfret, politicien et maire de Montréal.

## Décès
- 13 février : Richard Wagner, compositeur allemand (° 1813).